# Schönberg/Schubert
Schönberg/Schubert is een muziekalbum van Janine Jansen. De violiste Jansen bracht op albums hieraan voorafgaand vaak vioolconcerten ten hore. Met dit album wendde zij zich weer naar kamermuziek, waarbij ze koos voor opvallend repertoire binnen dat genre.
Op het album zijn te horen:
- Arnold Schönberg – Verklärte Nacht in de versie van strijksextet
- Franz Schubert – Strijkkwintet. (D956)

De muziek van het album was al eerder verkrijgbaar in combinatie met haar vorige album Prokofiev. 
Musici:
- Janine Jansen - viool
- Boris Brovtsyn - viool
- Amihai Grosz – altviool
- Maxim Rysanov – altviool (alleen Schönberg)
- Torleif Thedéen – cello
- Jens-Peter Maintz - cello